# Norvégia hadereje
Norvégia hadereje, azaz a Norvég Védelmi Erő több szervezetből áll, így: Norvég Királyi Haditengerészet (Marinen), Norvég Királyi Légierő (Luftforsvaret), Norvég Szárazföldi Erő (Hæren), Honi Gárda (Heimevernet), Parti Őrség (Kystvakten).
A norvégok, mivel hatalmas tengeri területeik vannak, legtöbb fejlesztést a haditengerészetükre fordítják, de nem hanyagolják el a szárazföldi és a légi erejüket sem.

## Összefoglaló adatok
- Katonai költségvetés: 6,2 milliárd amerikai dollár, a GDP 1,6%-a 2009-ben.
- Teljes személyi állomány: 26 200 fő (15 200 fő sorozott)
- Szolgálati idő: 12 hónap
- Tartalékos: 219 000 fő

## Norvég Szárazföldi Erő

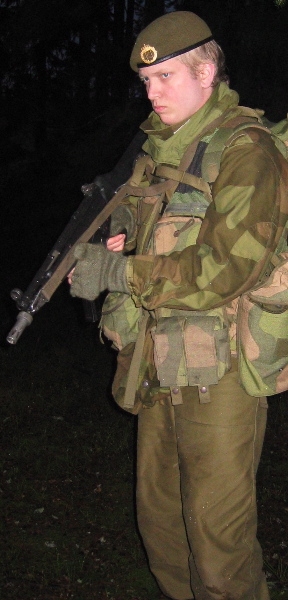
Norvég katona MP-5-ös géppisztollyal.

Észak- és Dél-Norvégiai Összhaderőnemi Parancsnokság:
Létszám: 22 000 fő

### Állomány
- Északi Dandár
  - Páncélos zászlóalj
  - Telemark zászlóalj (gépesített)
  - 2. zászlóalj (gyalogos)
  - Tüzér zászlóalj
  - Műszaki zászlóalj
  - Híradó zászlóalj
  - Hírszerző zászlóalj
  - Katonai rendőr század
- Különleges erők
- Katonai Akadémia
- Logisztikai központ
- Támogató központ

### Fegyverzet
| Származási hely          | Megnevezés               | Feladatkör                       | Mennyiség                                       | Megjegyzés                                                            |
| Páncélozott harcjárművek | Páncélozott harcjárművek | Páncélozott harcjárművek         | Páncélozott harcjárművek                        | Páncélozott harcjárművek                                              |
| ------------------------ | ------------------------ | -------------------------------- | ----------------------------------------------- | --------------------------------------------------------------------- |
| Németország / Hollandia  | Leopard 2 A4NO           | harckocsi                        | 52 db                                           | - 2001-ben kerültek beszerzésre a Holland Hadseregtől.                |
| Svédország               | Combat Vehicle 90        | páncélozott gyalogsági harcjármű | 104 db                                          | - 1999 óta szolgálatban.                                              |
| Finnország               | Patria Pasi              | páncélozott szállító harcjármű   | 50 db                                           | - 1983 óta hadrendben                                                 |
| USA                      | M113                     | páncélozott szállító harcjármű   | 900 db                                          | - 1964 óta szolgálatban.                                              |
| Németország              | ATF Dingo                | páncélozott szállító jármű       | 10 db (további 10 db megrendelve)               | - 2010 óta szolgálatban.                                              |
| Olaszország              | Iveco LMV                | páncélozott szállító jármű       | 107 db (további 63 darabra opció van érvényben) | - 2007 óta hadrendben.                                                |
| Tüzérségi eszközök       |                          |                                  |                                                 |                                                                       |
| USA                      | M109A3GN                 | önjáró tüzérségi löveg           | 56 db                                           | - 1969 óta szolgálatban. - 14 db modernizálva, a többi kivonás előtt. |
| USA                      | M270 MLRS                | rakéta-sorozatvető               | 12 db                                           | - Hamarosan kivonásra kerülnek.                                       |

## Légierő, légvédelem: 5000 fő

1945 óta ez a Norvég Királyi Légierő felségjele

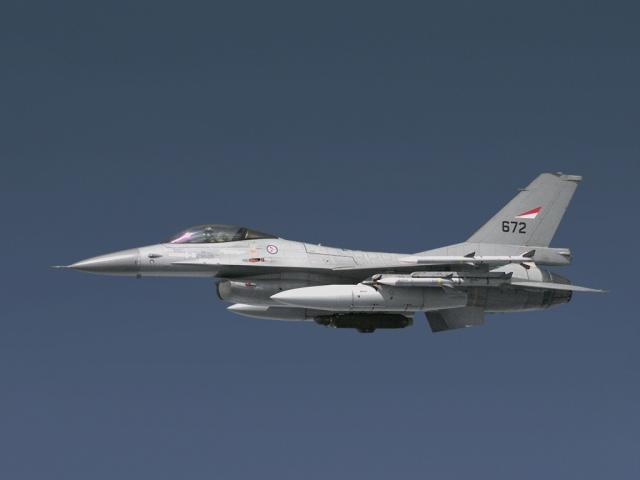
Norvég F-16-os

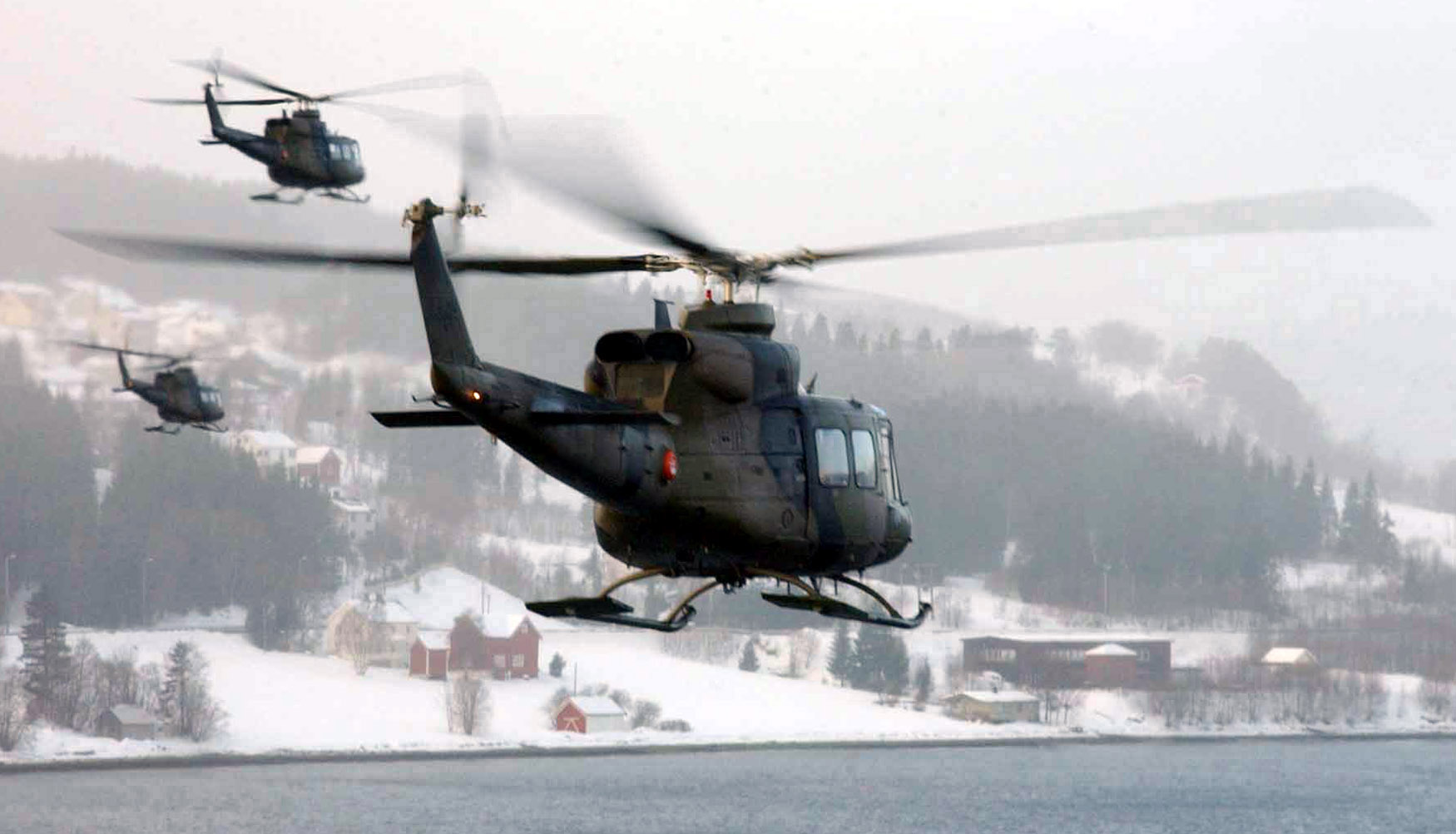
Norvég Bell 412SP-k

A Norvég Királyi Légierő (norvégül: Luftforsvaret, angolul: Royal Norwegian Air Force, tehát nemzetközi rövidítése: RNoAF) létszáma békeidőszakban 1430 fő, háborús időszakban pedig 5500 fő.

### Felépítése
- 130. légi irányító ezred (Mågerø)
- 131. légi irányító ezred (Sørreisa)
- 132. ezred (Bodø)
  - 331. vadászrepülő század
  - 332. vadászrepülő század
  - Légvédelmi rakéta zászlóalj (2 üteg)
- 133. ezred (Andøya)
  - 333. tengerészeti felderítő század
- 134. ezred (Sola)
  - 330. kutató-mentő század
- 135. ezred (Gardermoen)
  - 335. szállító repülő század
- 137. ezred (Rygge)
  - 717. elektronikai hadviselési és szállító század
  - 720. szállító helikopteres század
  - Biztonsági század
- 138. ezred (Ørland)
  - 338. vadászrepülő század
  - Légvédelmi rakéta zászlóalj (2 üteg)
- 139. ezred (Bardufoss)
  - 334. tengerészeti helikopteres század
  - 337. tengerészeti helikopteres század
  - 339. szállító helikopteres század
  - 718. pilóta nélküli repülő század
  - Légierő Kiképző Iskolája
- Légierő Akadémiája (Trondheim)

## Haditengerészet: 6100 fő

A Norvég Királyi Haditengerészet zászlaja

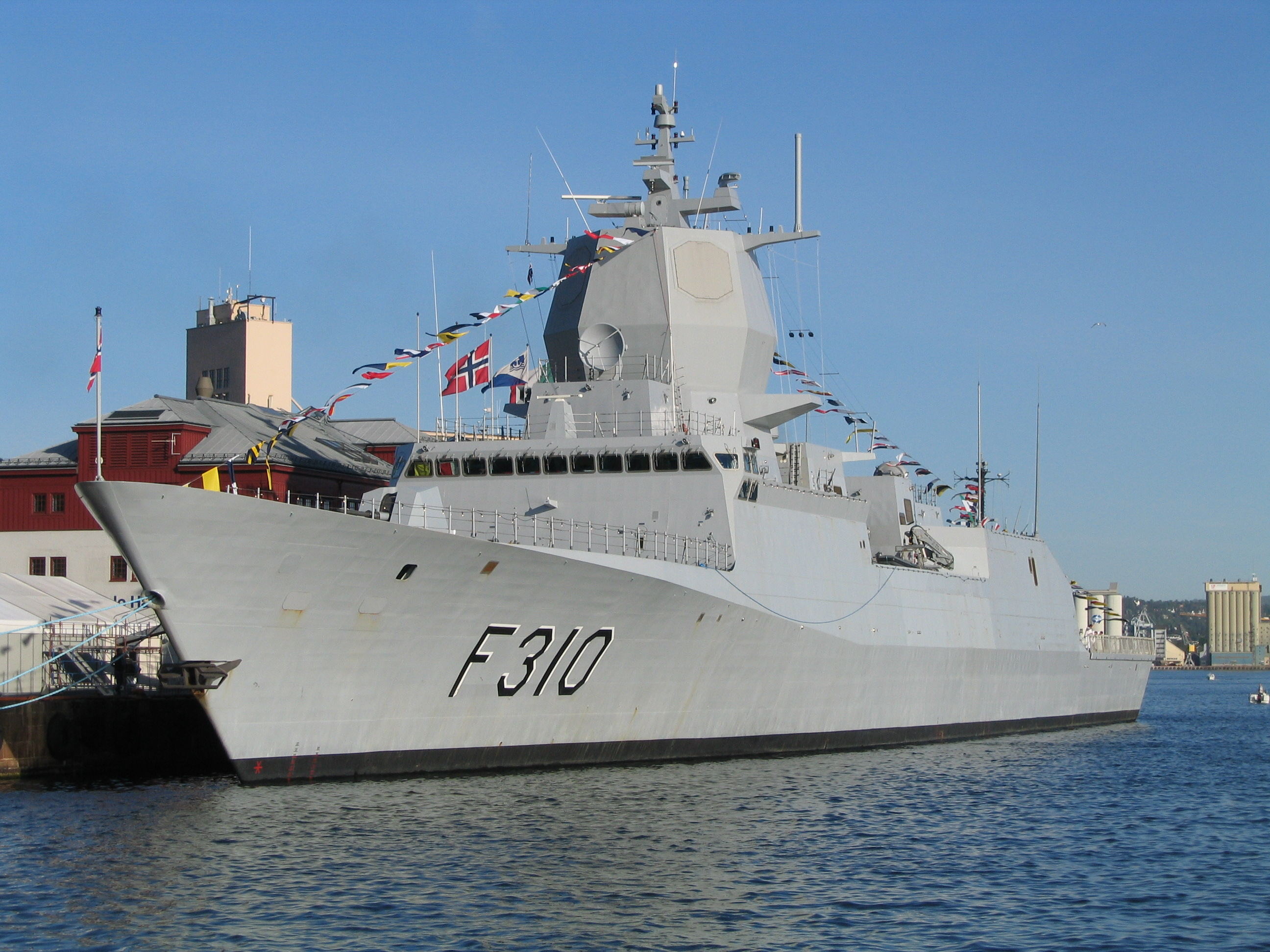
A Nansen-osztályú fregatt 2006-ban

A Norvég Királyi Haditengerészet (norvégul: Kongelig Norske Marine), Norvégia egyik legfejlettebb fegyverneme. Békés időszakban a létszáma 3700 fő, háborúban ez akár 32 000-re is duzzadhat, és 105 tengeri eszközt tart rendszerben, ebből három fregatt, és 6 tengeralattjáró.
Hajóállomány:
- 6 db tengeralattjáró
- 3 db fregatt
- 15 db őr- és partvédelmi hajó
- 10 db aknarakó/szedő hajó

Tengeri bázisok, hadikikötők:
- Haakonsvern, Bergen (a haditengerészet legnagyobb bázisa)
- Ramsund, Harstad és Narvik között.
- Trondenes fort, Harstad
- Olavsvern, Tromsø
- Sortland
- Karljohansvern, Horten

### A 2007-es, új, csúcstechnológiájú norvég hadihajó
Az öt új Nansen-osztályú fregatt közül hosszas próbák után szolgálatba állt a második egység, a Roald Amundsen. Az új osztály az elavultnak számító Oslo-osztályt váltja fel. A Nansen-osztály hajóit AEGIS (Advanced Electronic Guidance Information System) rendszerrel szerelik fel, így azok komoly légvédelmi képességekkel rendelkeznek. Mellesleg az USA ezt a rendkívüli teljesítménnyel bíró rendszert csak a japán, norvég, spanyol, dél-koreai és ausztrál haditengerészetnek adta el. A 133,25 méter hosszú, 5200 tonnás Nansen fregattok egységenként 600 millió dollárba kerülnek. A hajó fegyverzete között találjuk a korszerű NSM (Naval Strike Missile) rakétát, amelyből nyolcat hordoz, 32 darab ESSM (Evolved Sea Sparrow Missile) légvédelmi rakétát, egy 76 mm-es ágyút, négy 12,7 mm-es géppuskát, négy torpedóvetőt, mélységi bombákat és a hajó meghosszabbított karjaként szolgáló NH90 helikoptert. Ezen arzenálnak köszönhetően a hajó komoly ellenfélnek számít. A magas fokú automatizáltságú hajó legénysége 130 fő.